# This Is Us Tour
This Is Us Tour foi a nona turnê musical do grupo estadunidense Backstreet Boys, realizada em apoio a seu sétimo álbum de estúdio, This Is Us (2009) e visitou à Europa, Ásia, Oceania e as Américas. Ela teve seu início em 30 de outubro de 2009, em Lisboa, Portugal e foi encerrada após 123 concertos em 26 de março de 2011, em Hanoi no Vietnã. 

## Antecedentes e divulgação
Com o anúncio de seu sétimo álbum de estúdio, o Backstreet Boys informou que passaria a segunda metade de 2009 e todo o ano de 2010 em turnê. Howie Dorough em entrevista a Reuters, comentou que a maturidade adquirida pelo grupo seria refletida tanto no álbum como na turnê. Em 10 de outubro de 2009, ele foi entrevistado pela revista Jam ! e afirmou que o grupo trabalhava nos ensaios para a This Is Us Tour e que esta seria a primeira série de concertos a conter dançarinos de apoio, desde 2001. A fim de apresentar a estrutura de produção da turnê Nick Carter declarou: 
"[É] um concerto pop, com dança, canto, piadas legais, muita energia, explosões. Você pode ver um grupo que, esperançosamente, você gostou ao longo dos anos. Realizamos nossos maiores sucessos - temos 10 ou 12 dos 10 melhores hits do mundo que as pessoas conhecem - então nós as tocamos tanto quanto as canções de  nosso novo álbum. É cheio de canções favoritas. Temos quatro dançarinos e uma grande produção".
Para promover a turnê, o grupo realizou diversas apresentações promocionais nos Estados Unidos, Japão, Espanha e Suíça. Entretanto, algumas apresentações tiveram de ser canceladas devido a Brian Littrell ter contraído a gripe Influenza tipo A.

## Crítica profissional
A This Is Us Tour recebeu análises majoritariamente positivas da crítica especializada. Tamara Hardingham-Gill do jornal Daily Mail, avaliando o concerto realizado em Londres com quatro estrelas de uma escala de cinco, comentou: "Quando eles terminaram o concerto com a faixa dance-pop 'Straight To The Heart', era óbvio que o Backstreet Boys havia retornado aos corações de seus antigos fãs e talvez nunca tivesse saído". Kate Watkins da revista City Life, forneceu a mesma avaliação de estrelas e escreveu que o grupo cantou ao vivo mesmo que o concerto tivesse "uma coreografia enérgica". Ed Power escrevendo para a publicação The Independent, elogiou o concerto realizado em Dublin e como o Backstreet Boys merece crédito "por não se entregar excessivamente ao padrão paternalista habitual que se recebe da maioria dos artistas pop". Vicki Kellaway do jornal Liverpool Echo, avaliou o concerto realizado em Liverpoool fornecendo uma nota 10 de uma escala de 10, dizendo: "Eles são totalmente sem vergonha. Você pode pensar que quatro homens com uma idade média de 32 anos (lamento lembrá-lo disso) sentiriam que estão além do jeans folgado, moletom com capuz estampado, tênis enormes e movimentos de dança exagerados. Ah, não. Você também pode dar à multidão o que eles querem. Este não foi um daqueles [concertos], onde: vamos acertar em você o nosso novo material e jogar um medley apenas por diversão. Era pura nostalgia".
Sobre seu concerto realizado em Perth, Sandra Bahbah do jornal The Sunday Times, descreveu as coreografias do Backstreet Boys como impressionantes, "mas definitivamente dignos de riso, pois só se podia descrevê-los como exagerados" e acrescentou: "Eles tinham quatro dançarinas de apoio para ajudar com o entretenimento da noite e mais trocas de roupas do que um concerto da Beyonce, mas, caramba, foi divertido assistir". Alison Chriss da publicação Creative Loafing comentou que o público havia saído animado e pronto para falar sobre o concerto realizado em Clearwater. A mesma avaliou a This Is Us Tour de forma positiva e uma "viagem pela memória da música pop [...]".
Keegan Prosser do jornal The News Tribune avaliou o concerto realizado em Kent, escrevendo: "A noite provou ser um flashback perfeito para os fãs que estão lá desde o início, mesmo que a nostalgia de tudo isso tenha me deixado com saudades do pop açucarado do passado. E apesar de como os garotos são hoje mais parecidos com homens (assustador), parece-me que eles ainda têm alguns truques nas mangas adornadas".

## Transmissões e gravações
O concerto realizado em 18 de fevereiro de 2010 em Tóquio, Japão, foi filmado e lançado em DVD no país em 16 de junho do mesmo ano, sob o título de Backstreet Boys: This Is Us Japan Tour 2010.

## Atos de abertura
- Ricki-Lee Coulter (Austrália)[13]
- J Williams (Nova Zelândia)[14]
- Mindless Behavior (América do Norte) (em datas selecionadas)[15]
- Tino Coury (apenas em Pittsburgo) [16]
- Madcon (apenas em Londres)
- Dan Talevski (América do Norte) (em datas selecionadas)
- Shawn Desman (América do Norte) (em datas selecionadas)

## Repertório
1. "Countdown" (Introdução em vídeo)
2. "Everybody (Backstreet's Back)"
3. "We've Got It Goin' On"
4. "PDA"
5. "Quit Playing Games (with My Heart)"
6. "As Long as You Love Me"
7. "Howie: The Fast and the Furious" (Interlúdio em vídeo)*
8. "This Is Us"
9. "Show Me the Meaning of Being Lonely"
10. "All I Have to Give"
11. "She's a Dream"
12. "I'll Never Break Your Heart"
13. "A.J.: Fight Club" (Interlúdio em vídeo)*
14. Medley: "The Call" / "The One" /  "Shape of My Heart" / "I Want It That Way"
15. "Bigger" (contém elementos de "True")
16. "Brian: Enchanted" (Interlúdio em vídeo)*
17. "More than That"
18. "Undone"
19. "Drowning" (Cut after 3 shows)
20. "Incomplete" (Replaced "Inconsolable" after 2 Shows)
21. "Nick: The Matrix" (Interlúdio em vídeo)*
22. "Larger than Life" (contém elementos de "Seven Nation Army")
23. "All of Your Life (You Need Love)"
24. "Bye Bye Love"

Bis
1. "Straight Through My Heart"

1. "Countdown" (Introdução em vídeo)
2. "Everybody (Backstreet's Back)"
3. "We've Got It Goin' On"
4. "PDA"
5. "Quit Playing Games (with My Heart)
6. "As Long as You Love Me"
7. "Howie: The Fast and the Furious" (Interlúdio em vídeo)*
8. "This Is Us"
9. "Show Me the Meaning of Being Lonely"
10. "All I Have to Give"
11. "She's a Dream"
12. "I'll Never Break Your Heart"
13. "A.J.: Fight Club" (Interlúdio em vídeo)*
14. Medley: "The Call" / "The One"
15. "Bigger" (contém elementos de "True")
16. "If I Knew Then"
17. "Shape of My Heart"
18. "Brian: Enchanted" (Interlúdio em vídeo)*
19. "More than That"
20. "Undone"
21. "Drowning"
22. "Incomplete"
23. "Nick: The Matrix" (Interlúdio em vídeo)*
24. "Larger than Life" (contém elementos de "Seven Nation Army")
25. "All of Your Life (You Need Love)"
26. "Bye Bye Love"
27. "I Want It That Way"

Bis
1. "Straight Through My Heart"

- A canção "If I Knew Then" foi apresentada antes de "Shape of My Heart" no concerto realizado em 14 de agosto de 2010, em Toronto, Canadá, e apresentada antes de "I Want It That Way" em 25 de agosto de 2010, em Pittsburgo, Estados Unidos.
- A canção "Drowning" fez parte do repertório da turnê em 2010 e 2011, apenas no concerto realizado em 14 de agosto de 2010, em Toronto, Canadá.

## Datas da turnê
| Data                       | Cidade                | País                   | Local                                     |
| Europa                     | Europa                | Europa                 | Europa                                    |
| -------------------------- | --------------------- | ---------------------- | ----------------------------------------- |
| 30 de outubro de 2009      | Lisboa                | Portugal               | Pavilhão Atlântico                        |
| 31 de outubro de 2009      | Madri                 | Espanha                | Palacio Vistalegre                        |
| 3 de novembro de 2009      | Newcastle             | Inglaterra             | Metro Radio Arena                         |
| 4 de novembro de 2009      | Manchester            | Inglaterra             | Manchester Evening News Arena             |
| 7 de novembro de 2009      | Glasgow               | Escócia                | Scottish Exhibition and Conference Centre |
| 8 de novembro de 2009      | Birmingham            | Inglaterra             | LG Arena                                  |
| 9 de novembro de 2009      | Liverpool             | Inglaterra             | Echo Arena Liverpool                      |
| 10 de novembro de 2009     | Londres               | Inglaterra             | The O2 Arena                              |
| 12 de novembro de 2009     | Belfast               | Irlanda do Norte       | Odyssey Arena                             |
| 13 de novembro de 2009     | Dublin                | Irlanda                | The O2                                    |
| 15 de novembro de 2009     | Roterdão              | Países Baixos          | Rotterdam Ahoy                            |
| 16 de novembro de 2009     | Oberhausen            | Alemanha               | König Pilsener Arena                      |
| 17 de novembro de 2009     | Zurique               | Suíça                  | Hallenstadion                             |
| 18 de novembro de 2009     | Munique               | Alemanha               | Zenith Munich                             |
| 20 de novembro de 2009     | Antwerp               | Bélgica                | Lotto Arena                               |
| 22 de novembro de 2009     | Frankfurt             | Alemanha               | Jahrhunderthalle                          |
| 23 de novembro de 2009     | Berlim                | Alemanha               | O2 World                                  |
| 24 de novembro de 2009     | Milão                 | Itália                 | PalaSharp                                 |
| 25 de novembro de 2009     | Bratislava            | Eslováquia             | Sibamac Arena                             |
| 27 de novembro de 2009     | Zagreb                | Croácia                | Arena Zagreb                              |
| 29 de novembro de 2009     | Bamberg               | Alemanha               | Jako Arena                                |
| 30 de novembro de 2009     | Praga                 | Chéquia                | O2 Arena                                  |
| 2 de dezembro de 2009      | Helsinki              | Finlândia              | Hartwall Arena                            |
| 4 de dezembro de 2009      | Estocolmo             | Suécia                 | Hovet                                     |
| 5 de dezembro de 2009      | Oslo                  | Noruega                | Oslo Spektrum                             |
| 6 de dezembro de 2009[A]   | Londres               | Inglaterra             | The O2 Arena                              |
| 8 de dezembro de 2009      | Copenhagen            | Dinamarca              | Valby-Hallen                              |
| 10 de dezembro de 2009     | São Petersburgo       | Rússia                 | Ice Palace                                |
| 11 de dezembro de 2009     | Moscou                | Rússia                 | Crocus City Hall                          |
| 13 de dezembro de 2009     | Kiev                  | Ucrânia                | Kiev Palace of Sports                     |
| 15 de dezembro de 2009     | Belgrado              | Sérvia                 | Belgrade Arena                            |
| Ásia                       |                       |                        |                                           |
| 17 de dezembro de 2009     | Dubai                 | Emirados Árabes Unidos | Palladium Auditorium                      |
| 5 de fevereiro de 2010     | Saitama               | Japão                  | Saitama Super Arena                       |
| 6 de fevereiro de 2010     | Saitama               | Japão                  | Saitama Super Arena                       |
| 7 de fevereiro de 2010     | Saitama               | Japão                  | Saitama Super Arena                       |
| 9 de fevereiro de 2010     | Kobe                  | Japão                  | World Memorial Hall                       |
| 10 de fevereiro de 2010    | Kobe                  | Japão                  | World Memorial Hall                       |
| 11 de fevereiro de 2010    | Kobe                  | Japão                  | World Memorial Hall                       |
| 14 de fevereiro de 2010    | Nagoia                | Japão                  | Nippon Gaishi Hall                        |
| 15 defevereiro de 2010     | Nagoia                | Japão                  | Nippon Gaishi Hall                        |
| 17 de fevereiro de 2010    | Tóquio                | Japão                  | Tokyo International Forum                 |
| 18 de fevereiro de 2010    | Tóquio                | Japão                  | Nippon Budokan                            |
| 20 de fevereiro de 2010[B] | Nova Deli             | Índia                  | NSIC Exhibition Grounds                   |
| 21 de fevereiro de 2010[B] | Bangalore             | Índia                  | Bangalore Palace Grounds                  |
| 24 de fevereiro de 2010    | Seul                  | Coreia do Sul          | Melon-AX Hall                             |
| 25 de fevereiro de 2010    | Taipé                 | Taiwan                 | Taipei Arena                              |
| 27 de fevereiro de 2010    | Cidade Quezon         | Filipinas              | Araneta Coliseum                          |
| 28 de fevereiro de 2010    | Marina Centre         | Singapura              | SSICEC Convention Hall                    |
| Oceania                    |                       |                        |                                           |
| 2 de março de 2010         | Perth                 | Austrália              | Challenge Stadium                         |
| 5 de março de 2010         | Melbourne             | Austrália              | Rod Laver Arena                           |
| 6 de março de 2010         | Sydney                | Austrália              | Sydney Entertainment Centre               |
| 8 de março de 2010         | Brisbane              | Austrália              | Brisbane Entertainment Centre             |
| 11 de março de 2010        | Auckland              | Nova Zelândia          | Vector Arena                              |
| Ásia (etapa 2)             |                       |                        |                                           |
| 14 de março de 2010        | Xangai                | China                  | Shanghai International Gymnastic Center   |
| 15 de março de 2010        | Xangai                | China                  | Shanghai International Gymnastic Center   |
| 17 de março de 2010        | Pequim                | China                  | Wukesong Indoor Stadium                   |
| América do Norte           |                       |                        |                                           |
| 11 de abril de 2010        | Napa                  | Estados Unidos         | Napa Valley Opera House                   |
| 23 de maio de 2010         | Nova Iorque           | Estados Unidos         | Highline Ballroom                         |
| 29 de maio de 2010         | Miami                 | Estados Unidos         | Waterfront Theater                        |
| 31 de maio de 2010         | Clearwater            | Estados Unidos         | Ruth Eckerd Hall                          |
| 1 de junho de 2010         | Orlando               | Estados Unidos         | Hard Rock Live                            |
| 3 de junho de 2010         | Atlanta               | Estados Unidos         | Chastain Park Amphitheater                |
| 4 de junho de 2010         | Biloxi                | Estados Unidos         | Studio A                                  |
| 5 de junho de 2010         | Valdosta              | Estados Unidos         | All-Starr Amphitheater                    |
| 6 de junho de 2010         | Raleigh               | Estados Unidos         | Raleigh Amphitheatre                      |
| 8 de junho de 2010         | Boston                | Estados Unidos         | Bank of America Pavilion                  |
| 9 de junho de 2010         | Vienna                | Estados Unidos         | Wolf Trap Filene Center                   |
| 10 de junho de 2010        | Nova Iorque           | Estados Unidos         | Hammerstein Ballroom                      |
| 12 de junho de 2010        | Atlantic City         | Estados Unidos         | Etess Arena                               |
| 13 de junho de 2010        | West Long Branch      | Estados Unidos         | Multipurpose Activity Center              |
| 15 de junho de 2010        | Uncasville            | Estados Unidos         | Mohegan Sun Arena                         |
| 17 de junho de 2010[C]     | Highland Park         | Estados Unidos         | Ravinia Park Pavilion                     |
| 18 de junho de 2010        | Clarkston             | Estados Unidos         | DTE Energy Music Theatre                  |
| 21 de junho de 2010        | Kansas City           | Estados Unidos         | Midland Theatre                           |
| 22 de junho de 2010        | Broomfield            | Estados Unidos         | 1stBank Center                            |
| 23 de junho de 2010        | Salt Lake City        | Estados Unidos         | EnergySolutions Arena                     |
| 25 de junho de 2010        | Temecula              | Estados Unidos         | Pechanga Showroom Theater                 |
| 26 de junho de 2010        | Los Angeles           | Estados Unidos         | Gibson Amphitheatre                       |
| 27 de junho de 2010        | San Francisco         | Estados Unidos         | Warfield Theatre                          |
| 28 de junho de 2010        | San Francisco         | Estados Unidos         | Warfield Theatre                          |
| 30 de junho de 2010        | Reno                  | Estados Unidos         | Grand Theatre                             |
| 1 de julho de 2010         | Fresno                | Estados Unidos         | Save Mart Center                          |
| 2 de julho de 2010         | Paradise              | Estados Unidos         | The Beach at Mandalay Bay                 |
| 24 de julho de 2010[D]     | Boise                 | Estados Unidos         | Ann Morrison Park                         |
| 4 de agosto de 2010        | Wenatchee             | Estados Unidos         | Town Toyota Center                        |
| 5 de agosto de 2010        | Kent                  | Estados Unidos         | ShoWare Center                            |
| 6 de agosto de 2010        | Vancouver             | Canadá                 | Rogers Arena                              |
| 8 de agosto de 2010        | Calgary               | Canadá                 | Pengrowth Saddledome                      |
| 9 de agosto de 2010        | Edmonton              | Canadá                 | Rexall Place                              |
| 11 de agosto de 2010       | Winnipeg              | Canadá                 | MTS Centre                                |
| 14 de agosto de 2010       | Toronto               | Canadá                 | Molson Amphitheatre                       |
| 16 de agosto de 2010       | Montreal              | Canadá                 | Bell Centre                               |
| 18 de agosto de 2010       | Halifax               | Canadá                 | Halifax Metro Centre                      |
| 19 de agosto de 2010       | Saint John            | Canadá                 | Harbour Station                           |
| 21 de agosto de 2010       | St. John's            | Canadá                 | Mile One Stadium                          |
| 22 de agosto de 2010[E]    | Baltimore             | Estados Unidos         | Pier Six Concert Pavilion                 |
| 23 de agosto de 2010       | Lincoln               | Estados Unidos         | Twin River Event Center                   |
| 25 de agosto de 2010       | Pittsburgo            | Estados Unidos         | Trib Total Media Amphitheatre             |
| 26 de agosto de 2010       | Nova Iorque           | Estados Unidos         | Hammerstein Ballroom                      |
| 27 de agosto de 2010       | Cleveland             | Estados Unidos         | Nautica Pavilion                          |
| 28 de agosto de 2010       | Cincinnati            | Estados Unidos         | Riverbend Music Center                    |
| 8 de dezembro de 2010      | Miami                 | Estados Unidos         | Byron Carlyle Theater                     |
| 9 de dezembro de 2010[F]   | Miami                 | Estados Unidos         | Destiny Palladium                         |
| 10 de dezembro de 2010[F]  | Miami                 | Estados Unidos         | Destiny Palladium                         |
| 11 de dezembro de 2010[F]  | Miami                 | Estados Unidos         | Destiny Palladium                         |
| 12 de dezembro de 2010[F]  | Miami                 | Estados Unidos         | Destiny Palladium                         |
| 13 de dezembro de 2010[F]  | Miami                 | Estados Unidos         | Destiny Palladium                         |
| América do Sul             |                       |                        |                                           |
| 18 de fevereiro de 2011    | Recife                | Brasil                 | Chevrolet Hall                            |
| 20 de fevereiro de 2011    | Brasília              | Brasil                 | Ginásio Nilson Nelson                     |
| 23 de fevereiro de 2011    | Belo Horizonte        | Brasil                 | Chevrolet Hall                            |
| 25 de fevereiro de 2011    | Rio de Janeiro        | Brasil                 | Citibank Hall                             |
| 26 de fevereiro de 2011    | São Paulo             | Brasil                 | Credicard Hall                            |
| 1 de março de 2011         | Buenos Aires          | Argentina              | Luna Park                                 |
| 3 de março de 2011         | Santiago              | Chile                  | Movistar Arena                            |
| 5 de março de 2011         | Lima                  | Peru                   | Jockey Club del Perú                      |
| 8 de março de 2011         | Quito                 | Equador                | Coliseo General Rumiñahui                 |
| 10 de março de 2011        | Caracas               | Venezuela              | Terraza del CCCT                          |
| América do Norte (etapa 2) |                       |                        |                                           |
| 12 de março de 2011        | Cidade do Panamá      | Panamá                 | Teatro Anayansi                           |
| 14 de março de 2011        | Zapopan               | México                 | Telmex Auditorium                         |
| 16 de março de 2011        | Cidade do México      | México                 | Auditorio Nacional                        |
| 18 de março de 2011        | Monterrey             | México                 | Arena Monterrey                           |
| Ásia (etapa 3)             |                       |                        |                                           |
| 24 de março de 2011        | Cidade de Ho Chi Minh | Vietname               | Quân khu 7 Stadium                        |
| 26 de março de 2011        | Hanoi                 | Vietname               | Mỹ Đình National Stadium                  |

Festivais e outros concertos diversos
A Este concerto faz parte do festival "Jingle Bell Ball"
B Este concerto faz parte do festival "Rock 'n India"
C Este concerto faz parte do "Ravinia Festival"
D Este concerto faz parte do "Boise Music Festival"
E Este concerto faz parte do "Mixfest"
F Este concerto foi realizado a bordo do Carnival Destiny operado pela Carnival Cruise Line e recebeu o nome de "SS Backstreet" - semelhantemente ao realizado por grupos como New Kids on the Block e Boyz II Men.
Cancelamentos e concertos remarcados
| 8 de dezembro de 2010  | Kiev, Ucrânia  | Kiev International Exhibition Centre | Movido para 13 de dezembro de 2009, para o Kiew Palace of Sports |
| 13 de dezembro de 2009 | Minsk, Belarus | Minsk Sports Palace                  | Cancelado                                                        |

### Faturamento
| Local                         | Cidade           | Ingressos Vendidos / Disponíveis | Receita    |
| ----------------------------- | ---------------- | -------------------------------- | ---------- |
| Rotterdam Ahoy                | Rotterdam        | 8,337 / 9,547 (87%)              | $482,526   |
| Lotto Arena                   | Antwerp          | 4,427 / 4,932 (90%)              | $286,971   |
| Rod Laver Arena               | Melbourne        | 6,950 / 7,775 (89%)              | $504,644   |
| Sydney Entertainment Centre   | Sydney           | 5,731 / 6,000 (95%)              | $422,461   |
| Brisbane Entertainment Centre | Brisbane         | 2,629 / 2,850 (92%)              | $202,174   |
| Waterfront Theater            | Miami            | 3,791 / 4,539 (83%)              | $178,703   |
| Ruth Eckerd Hall              | Clearwater       | 1,483 / 1,983 (75%)              | $94,181    |
| Multipurpose Activity Center  | West Long Branch | 3,278 / 4,013 (82%)              | $140,105   |
| Mohegan Sun Arena             | Uncasville       | 3,409 / 4,332 (79%)              | $136,360   |
| DTE Energy Music Center       | Clarkston        | 15,196 / 15,196 (100%)           | $213,930   |
| Warfield Theatre              | San Francisco    | 3,701 / 4,500 (82%)              | $192,305   |
| Save Mart Center              | Fresno           | 3,519 / 6,345 (55%)              | $121,482   |
| Rexall Place                  | Edmonton         | 5,037 / 10,000 (50%)             | $284,200   |
| Bell Centre                   | Montreal         | 9,963 / 12,200 (82%)             | $608,379   |
| Halifax Metro Centre          | Halifax          | 3,016 / 3,770 (80%)              | $168,105   |
| Harbour Station               | Saint John       | 2,547 / 3,184 (80%)              | $146,500   |
| Mile One Stadium              | St. John's       | 3,418 / 4,727 (72%)              | $194,186   |
| Nilson Nelson Gymnasium       | Brasília         | 3,498 / 13,300 (26%)             | $255,867   |
| Chevrolet Hall                | Belo Horizonte   | 2,972 / 6,000 (49%)              | $204,077   |
| Citibank Hall                 | Rio de Janeiro   | 5,782 / 8,433 (68%)              | $420,523   |
| Credicard Hall                | São Paulo        | 6,462 / 6,949 (93%)              | $644,205   |
| Luna Park                     | Buenos Aires     | 6,339 / 8,293 (76%)              | $461,184   |
| Movistar Arena                | Santiago         | 9,689 / 12,676 (76%)             | $614,488   |
| Jockey Club del Perú          | Lima             | 5,377 / 9,000 (60%)              | $389,201   |
| Coliseo General Rumiñahui     | Quito            | 9,931 / 11,070 (90%)             | $529,751   |
| Terraza del CCCT              | Caracas          | 2,362 / 5,600 (42%)              | $423,926   |
| Teatro Anayansi               | Cidade do Panamá | 2,008 / 2,806 (71%)              | $144,581   |
| Total                         | Total            | 149,522 / 199,703 (75%)          | $8,932,123 |